# هيئة الإذاعة الصومالية
هيئة الإذاعة الصومالية (إس بي سي) هي مجموعة إعلامية يملكها رجل الأعمال علي عبدي أواري تعمل في ولاية بونتلاند الصومالية ولا سيما في المدن الرئيسية الثلاث بوصاصو وقرضو وجروي، وتقدر المنطقة التي يغطيها بثها الإذاعي بـ 1000كيلومتر مربع، وتملك الهيئة ثلاث محطات في المدن المذكورة أعلاه.
تأسست اس بي سي في يونيو 2001، كخدمة إذاعية في ثلاث مدن صومالية، وأضيفت الخدمة التلفزيونية في نوفمبر 2001

## الشراكة
في عام 2001، تعاقدت اس بي سي مع القسم الصومالي من هيئة الإذاعة البريطانية لبث نشراتها الإخبارية عبر موجة الFm التي تستخدمها لتوسيع جمهور الهيئة، في عام 2004، بدأت اس بي سي بث برامج باللغتين العربية والإنجليزية من خدمة بي بي سي العالمية.
تعاونت إذاعة اس بي سي مع بعض المنظمات الدولية، وبُثت برامج عدد من منظمات الأمم المتحدة بما في ذلك اليونيسف واليونسكو ومنظمة الصحة العالمية وشبكة الأنباء الإنسانية (إيرين)، بالإضافة إلى منظمات دولية مثل هيئة الإغاثة (كير) ومنظمة أنقذوا الأطفال ومنظمات غير حكومية محلية أخرى، وتشمل القضايا التي تغطيها هذه البرامج فيروس نقص المناعة البشرية / الإيدز ، وتشويه الأعضاء التناسلية الأنثوية ، والصرف الصحي، والتعليم، وغيرها.

## رؤية اس بي سي
فيما يتعلق بالأوضاع الراهنة في الصومال، والحاجة الملحة لتوفير المعلومات، يمكن تلخيص رؤية SBC على ما يلي:
- تسريع المعلومات المجانية والعادلة للمستمعين في بونتلاند والصومال والدول المجاورة
- توعية المجتمع بكافة جوانب القطاعات الاجتماعية من الصحة والتعليم وبناء السلام
- منح وصول عادل وواثق إلى موجات الأثير لجميع الرتب لتبادل الآراء والأفكار
- الترويج للأعمال الصغيرة والكبيرة من خلال الإعلانات
- خلق التفاعل بين الشعب الصومالي المنقسم بالحرب
- SBC محايدة وغير سياسية وغير حزبية وتهدف إلى أن تكون واحدة من أكثر المؤسسات الإعلامية احترامًا في بونتلاند وفي الصومال بأسره

## البث

### الإذاعة
تبث اس بي سي من ثلاث محطات رئيسية:
- بوصاصو FM 89.0.0
- جروي FM 88.7.0
- قرضو FM 88.7.0

### التلفزيون
- يغطي البث التلفزي ل إس بي سي جميع أنحاء الصومال.